# Nationalmuseets Klunkehjem
Nationalmuseets klunkehjem er en specialafdeling af Nationalmuseet, beliggende på Frederiksholms Kanal nr. 18 i København. Klunkehjemmet består af en fuldt møbleret lejlighed, indrettet i klunketiden, i årene omkring 1890. 

## Historie
Ejendommen på Frederiksholms Kanal 18 udgjorde sammen med nabohuset nr. 16 "Det plessenske Palæ", et palæ i barokstil, som i 1700-tallet tilhørte adelsslægten Plessen. 
- I 1851-52 blev den nu ret forfaldne ejendom totalt ombygget ved arkitekt H. C. Stilling. Han opdelte det gamle palæ i to huse, som blev øget med to stokværk og fik en senklassicistisk udsmykning.
- Nr. 18 blev i 1886 erhvervet af grosserer Rudolph Christensen (1849-1925), der var medindehaver af båndfabrikken Christensen og Hansen, der havde udsalg på Østergade. 
- I årene 1886-1890 lod Christensen ejendommen renovere og udsmykke. Trappeopgangen fik marmorerede partier, blomsterborter og arabesker i tidens stil. Men særlig opmærksomhed fik den 15-rums lejlighed på 2. sal, som grossereren havde reserveret til sin egen familie. Her indrettedes en bolig i tidens overlæssede stil, klunketiden. 
- I 1890 kunne grossereren flytte ind i lejligheden med sin hustru fru Elina Christensen, født Hamberg, og tre børn. Rudolph Christensens døtre, frøkenerne Gerda og Ellen Christensen, blev boende i lejligheden til deres død i 1963. 
- Med stor pietet værnede de om forældrenes hjem, og for at sikre det for eftertiden testamenterede frøknerne Christensen det fornemme indbo til Nationalmuseet, der allerede i 1942 havde opmålt og fotograferet lejligheden. Ejendommen er stadig privatejet, men Nationalmuseet har kunnet bevare lejligheden på dens oprindelige placering. Adgang for publikum sker på guidede ture for mindre grupper.

## Indretning
Lejligheden fremstår i dag som det mest velbevarede eksempel på klunketidens boligindretning i Danmark.[kilde mangler] Med undtagelse af to rum fremtræder den næsten helt, som den var i årene mellem 1890 og 1914. Den indeholder éntre, introduktionsrum, herreværelse, salon, dagligstue, spisestue, døtrenes soveværelse, forældrenes soveværelse, spisekammer og fadebur, køkken, pigeværelser, wc, badeværelse og toilet. 
Blandt interiøret er overpolstrede møbler betrukket med brunrød silkedamask med frynser og kvaster samt rigt draperede gardiner af fint uldsatin og portierer, som hører med det der er karakteristisk for klunkeperioden. Møbleringen er ligeledes typisk for klunketiden, hvor man yndede at anbringe mange møbler i stuerne og på en måde, så stolene, der var på hjul, let kunne flyttes alt efter gæsternes antal.